# Класиране по медали от Зимните олимпийски игри 1948
Класирането по медали от Зимните олимпийски игри 1946 в Санкт Мориц показва броя на победите на националните Олимпийски комитети по време на олимпийските състезания. Организаторите раздават 22 комплекта медали, толкова колкото е броят на състезанията, за които се борят 669 спортисти (от които 77 жени) от 28 страни в периода от 30 януари до 8 февруари 1948 г. в общо 4 спорта.
Атлети от общо 13 нации успяват да спечелят поне един медал, оставяйки други 15 без отличие. За първи път в Олимпийската история отборите на две страни печелят най-много еднакъв брой медали, оглавявайки челните две позиции. Норвегия и Швеция си делят първото място в общата класация, плътно следвани от състезателите от Швейцария. Швейцарците и американците печелят най-много сребърни отличия (4), а австрийците – най-много бронзови (4).
Германия и Япония не са допуснати до Олимпийските игри, заради участието им във Втората световна война като водещите страни в Тристранния пакт. Дебют на Зимни Игри правят Дания, Исландия, Ливан, Чили и Южна Корея. Естония и Латвия са вече анексирани от СССР, които ще участват като самостоятелни държави отново едва на Игрите в Албервил 1992. България въпреки участието си във Втората световна война на страната на Германия е допусната да участва, въпреки това на Летните олимпийски игри в Лондон същата година България не взема участие.

## Класиране
| Класиране по медали |                |       |        |       |      |
| No                  | Държава        | злато | сребро | бронз | общо |
| 1.                  | Норвегия       | 4     | 3      | 3     | 10   |
| 2.                  | Швеция         | 4     | 3      | 3     | 10   |
| 3.                  | Швейцария      | 3     | 4      | 3     | 10   |
| 4.                  | САЩ            | 3     | 4      | 2     | 9    |
| 5.                  | Франция        | 2     | 1      | 2     | 5    |
| 6.                  | Канада         | 2     | 0      | 1     | 3    |
| 7.                  | Австрия        | 1     | 3      | 4     | 8    |
| 8.                  | Финландия      | 1     | 3      | 2     | 6    |
| 9.                  | Белгия         | 1     | 1      | 0     | 1    |
| 10.                 | Италия         | 1     | 0      | 0     | 1    |
| 11.                 | Унгария        | 0     | 1      | 0     | 1    |
| -.                  | Чехословакия   | 0     | 1      | 0     | 1    |
| 13.                 | Великобритания | 0     | 0      | 1     | 1    |
|                     | Общо           | 22    | 24     | 22    | 68   |